# Ne-Yo
Шаффер Чимер Сміт, більше знаний як Ne-Yo (нар. 18 жовтня 1979) — американський співак, репер, продюсер, актор. Володар премії Ґреммі 2009 року у номінаціях «найкращий R&B альбом» та «альбом року».

## Дитинство
Ne-Yo народився 18 жовтня 1979 року  в штаті Арканзас, місто Камдена, і був названим Шафером Чимер Смітом. Його батьки: батько афроамериканець за походженням та мати — афро-китаянка, були музикантами. З раннього дитинства, після розлучення батьків, хлопчика виховувала мати без батька. В надії на кращі умови, його мати перевезла всю сім'ю в Лас-Вегас (Невада).

## Дискографія

### Альбоми
| Рік  | Назва                                          | Позиції в чартах | Позиції в чартах | Позиції в чартах | Позиції в чартах | Позиції в чартах | Позиції в чартах | Позиції в чартах | Позиції в чартах | Позиції в чартах | Продажі та сертификація |
| Рік  | Назва                                          | US               | UK               | AUS              | CAN              | IRL              | NZ               | JP               | FRA              | GER              | Продажі та сертификація |
| ---- | ---------------------------------------------- | ---------------- | ---------------- | ---------------- | ---------------- | ---------------- | ---------------- | ---------------- | ---------------- | ---------------- | --- |
| 2006 | In My Own Words - Видан: 28 лютий 2006         | 1                | 14               | 41               | —                | —                | 35               | —                | 27               | 27               | - Всесвітні продажі: 3 мільйони |
| 2007 | Because of You - Видан: 1 травень 2007         | 1                | 6                | 39               | —                | 34               | 34               | 2                | 175              | 54               | - Сертификація RIAA: Платиновий диск - Продажі в США: 1 мільйон - Всесвітні продажі: 2 мільйона                                       |
| 2008 | Year of the Gentleman - Видан: 16 вересня 2008 | 2                | 2                | 7                | 4                | 13               | 6                | 2                | 24               | 22               | - Сертификація RIAA: Платиновий диск - Сертификація BPI: Платиновий диск - Продажі в США: 1 мільйон - Всесвітні продажі: 2,2 мільйона |

### Сингли
| Рік  | Назва                           | Позиції в чартах | Позиції в чартах | Позиції в чартах | Позиції в чартах | Позиції в чартах | Позиції в чартах | Позиції в чартах | Позиції в чартах | Позиції в чартах | Позиції в чартах | Позиції в чартах | Позиції в чартах | Позиції в чартах | Альбом                |
| Рік  | Назва                           | U.S.             | U.S. R&B         | U.S. Pop         | CAN              | UK               | IRE              | AUS              | NZ               | GER              | SWI              | NL               | ITA              | FRA              | Альбом                |
| ---- | ------------------------------- | ---------------- | ---------------- | ---------------- | ---------------- | ---------------- | ---------------- | ---------------- | ---------------- | ---------------- | ---------------- | ---------------- | ---------------- | ---------------- | --------------------- |
| 2006 | «Stay» (при участі Peedi Peedi) | —                | 36               | —                | —                | —                | —                | —                | —                | —                | —                | —                | —                | —                | In My Own Words       |
| 2006 | «So Sick»                       | 1                | 3                | 1                | 5                | 1                | 2                | 4                | 2                | 11               | 5                | 11               | 27               | 11               | In My Own Words       |
| 2006 | «When You're Mad»               | 15               | 4                | 23               | 82               | —                | —                | 81               | —                | —                | —                | —                | —                | —                | In My Own Words       |
| 2006 | «Sexy Love»                     | 7                | 2                | 15               | 67               | 5                | 7                | 14               | 8                | 28               | 29               | 30               | —                | 54               | In My Own Words       |
| 2007 | «Because of You»                | 2                | 7                | 3                | 16               | 4                | 10               | 23               | 1                | 30               | 51               | 12               | —                | —                | Because of You        |
| 2007 | «Do You»                        | 26               | 3                | 86               | —                | 100              | —                | —                | —                | —                | —                | —                | —                | —                | Because of You        |
| 2007 | «Can We Chill»                  | —                | 52               | —                | —                | 62               | —                | —                | —                | —                | —                | —                | —                | —                | Because of You        |
| 2007 | «Go on Girl»                    | 96               | 27               | —                | —                | —                | —                | —                | —                | —                | —                | —                | —                | —                | Because of You        |
| 2008 | «Closer»                        | 7                | 21               | 3                | 19               | 1                | 3                | 8                | 3                | 4                | 17               | 12               | 10               | —                | Year of the Gentleman |
| 2008 | «Miss Independent»              | 7                | 1                | 11               | 21               | 6                | 9                | 40               | 4                | 30               | 67               | 6                | 11               | 16               | Year of the Gentleman |
| 2009 | «Mad»                           | 11               | 5                | 13               | 23               | 19               | 30               | 82               | 5                | —                | —                | 31               | —                | —                | Year of the Gentleman |
| 2009 | «Part Of The List»              | —                | —                | —                | —                | —                | —                | —                | —                | —                | —                | —                | —                | —                | Year of the Gentleman |